# 阿姆奥姆贝格
阿姆奥姆贝格（德語：Am Ohmberg，發音：[am ˈʔoːmbɛʁk]，意为“在奥姆山麓”）是德国图林根州艾希斯费尔德县的市镇，面积31.57平方千米，2023年12月31日人口为3,638人。该市镇于2010年12月1日由市镇比绍弗罗德、大博东根和诺伊施塔特合并而成。